# 717.ª Divisão de Infantaria (Alemanha)
A 717ª Divisão de Infantaria (em alemão:717. Infanterie-Division) foi uma unidade militar que serviu no Exército alemão durante a Segunda Guerra Mundial. Foi redesignada como 117. Jäger-Division no dia 1 de abril de 1943.
Permaneceu na Grécia até o verão de 1944, quando participou da retirada do exército alemão através dos Bálcãs, sofrendo pesadas baixas após combater os partisans no mês de setembro. Ao final da guerra se rendeu para as tropas norte-americanas na Áustria.

## Comandantes
| Comandante                                   | Data                                         |
| 717ª Divisão de Infantaria                   | 717ª Divisão de Infantaria                   |
| -------------------------------------------- | -------------------------------------------- |
| Generalmajor Paul Hoffmann                   | 17 de maio de 1941 - 1 de novembro de 1941   |
| Generalleutnant Dr. Walter Hinghofer         | 1 de novembro de 1941 - 1 de outubro de 1942 |
| Generalleutnant Benignus Dippold             | 1 de outubro de 1942 - 1 de abril de 1943    |
| 117. Jäger-Division                          |                                              |
| General der Gebirgstruppen Karl von le Suire | 1 de maio de 1943 - 10 de julho de 1944      |
| Generalleutnant August Wittmann              | 10 de julho de 1944 - 10 de março de 1945    |
| Generalmajor Hans Kreppel                    | 10 de março de 1945 - 8 de maio de 1945      |

## Oficiais de operações
| Oberstleutnant Walter Hosterbach | abril de 1941 - fevereiro de 1943               |
| Oberstleutnant Walter Barth      | 10 de fevereiro de 1943 - 1 de novembro de 1944 |
| Oberstleutnant Lämpe             | 5 de dezembro de 1944-1945                      |

## Área de operações
| Alemanha         | maio de 1941 - maio de 1941     |
| Sérvia & Croácia | maio de 1941 - abril de 1943    |
| Grécia           | maio de 1943 - setembro de 1944 |
| Bálcãs & Áustria | setembro de 1944 - maio de 1945 |